# Communauté de communes de la Vallée Borgne
Pour les articles homonymes, voir Borgne.
La communauté de communes de la Vallée Borgne est une ancienne communauté de communes française, située dans le département du Gard et la région Languedoc-Roussillon. Elle a été dissoute le 1er janvier 2013 à la suite de la mise en application de la réforme des collectivités territoriales et des décisions du  conseil départemental de coopération intercommunale du Gard. En effet, cette réforme a fait disparaître toutes les structures intercommunales de moins de 5 000, voire 10 000 habitants.
Elle était la communauté de communes, avec 1 019 habitants, la moins peuplée du Gard.

## Composition
À sa dissolution, la communauté regroupait cinq communes :
- Les Plantiers
- L'Estréchure
- Peyrolles
- Saint-André-de-Valborgne
- Saumane

## Administration
Le président de la communauté de communes était Régis Martin, maire (PS) de Saumane.